# Агапантовые
Агапантовые (лат. Agapanthaceae) — семейство однодольных многолетних травянистых растений порядка Спаржецветные (Asparagales). Единственный род в семействе — Агапантус, его родина — Капская провинция ЮАР. Все агапантусы — декоративные растения с красивыми цветками синей окраски (от тёмно-синей до почти белой).

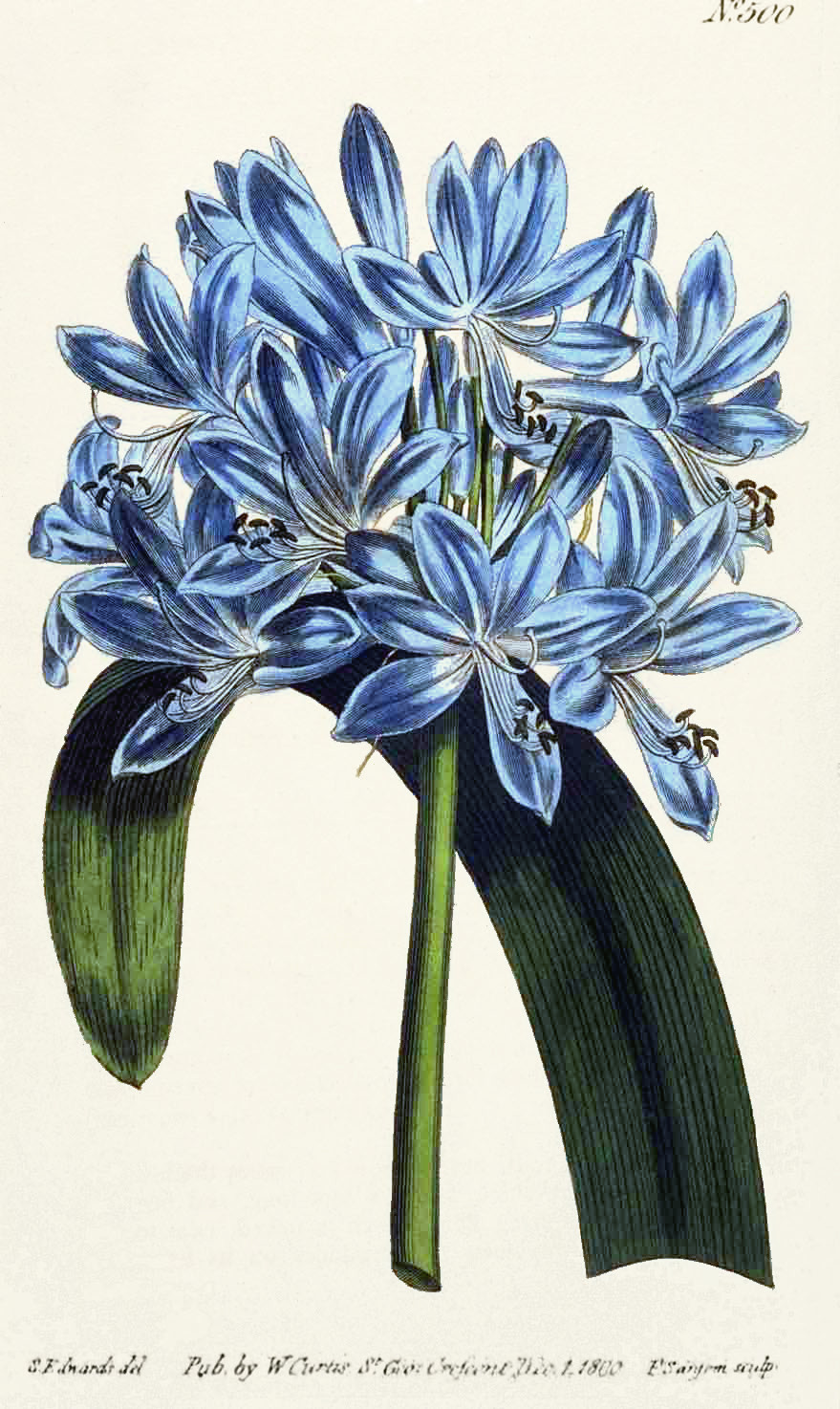
Агапантус: Ботаническая иллюстрация Уильяма Кёртиса, 1800

## Таксономия
Семейство Агапантовые состоит из одного рода Агапантус (Agapanthus L'Her.), который включает, по разным данным, от шести до десяти видов, в том числе:
- Agapanthus africanus (L.) Hoffmanns. — Агапантус африканский
- Agapanthus campanulatus F.M.Leight.
- Agapanthus caulescens Sprenger
- Agapanthus inapertus Beauverd
- Agapanthus orientalis F.M.Leight. — Агапантус восточный[1]
- Agapanthus praecox Willd.

### Система Тахтаджяна
В системе классификации Тахтаджяна род Агапантус входит в семейство Луковые (Alliaceae).

### Система APG II
Система классификации APG II (2003) признаёт близость агапантуса семейству Луковые (Alliaceae), но допускает выделение его в отдельное семейство Agapanthaceae F.Voigt (1850).